# Château de cartes
Pour les articles homonymes, voir Le Château de cartes (homonymie).

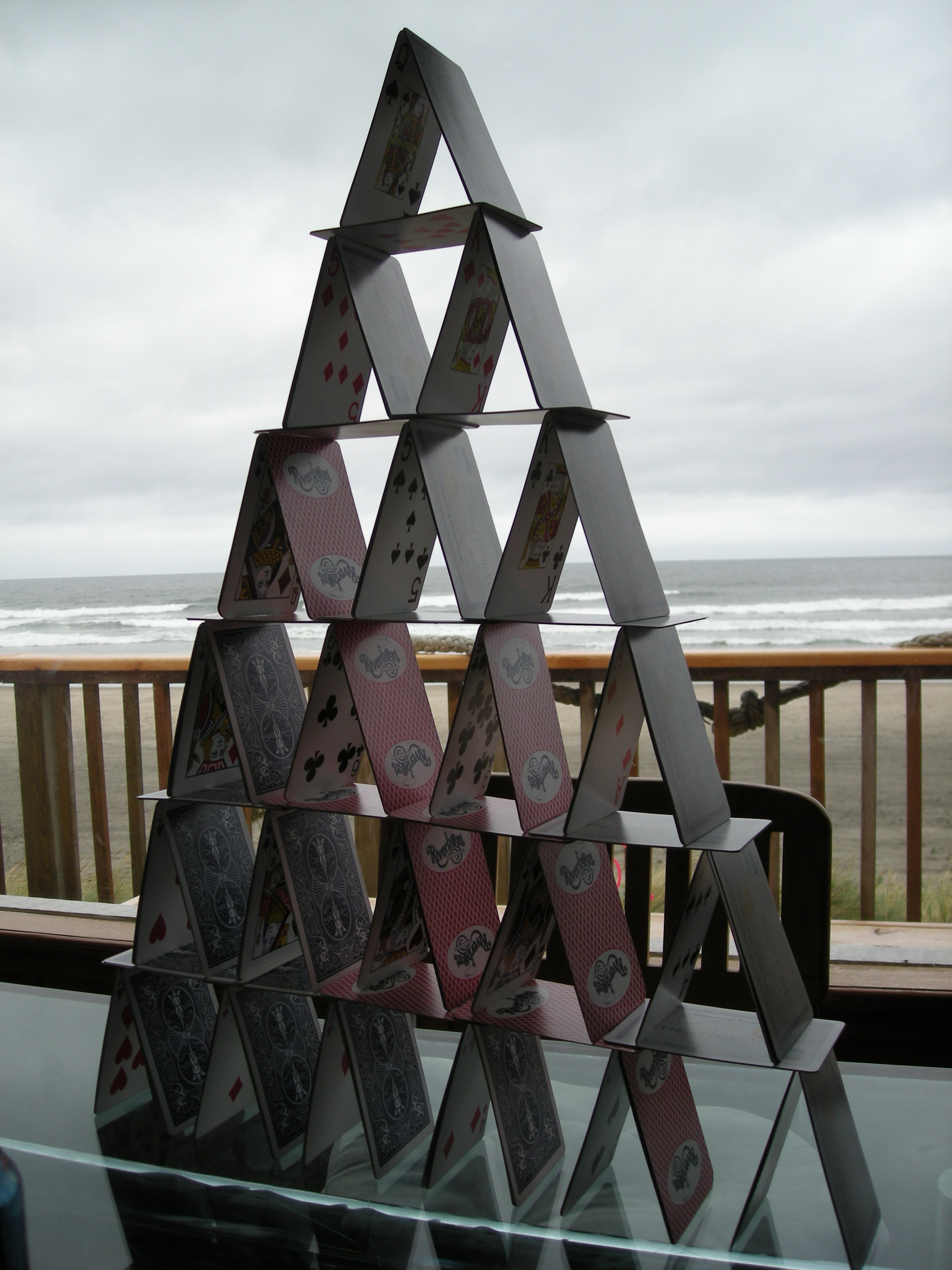
Château de cartes à six étages

Un château de cartes est un échafaudage de cartes à jouer. Cette activité est vue comme un passe-temps, mais donne lieu à des compétitions et des records.

## Description
Les structures créées à l'aide de cartes ne demandent rien de plus que de l'équilibre et de la friction. Idéalement, les adhésifs et tout autre appareil facilitant les connexions ne sont pas utilisés. De plus, aucune carte ne peut être coupée ou modifiée.
Plus grosse est la structure, plus les chances qu'elle s'effondre sont élevées, car la stabilité des cartes plus hautes dépend pour une grande part de la stabilité des cartes en dessous. Bryan Berg, un « empileur de cartes » (cardstacker) professionnel, affirme au contraire que plus il y a de cartes placées dans une tour, meilleure est sa stabilité, car les cartes plus hautes pèsent sur les cartes plus basses, augmentant ainsi la friction, ce qui permet à une partie de la structure de rester debout même si une autre partie s'est effondrée. Il affirme également qu'un bon empilement permet à des cartes de servir comme mur de soutien, donnant une bonne stabilité à l'ensemble.

## Histoire

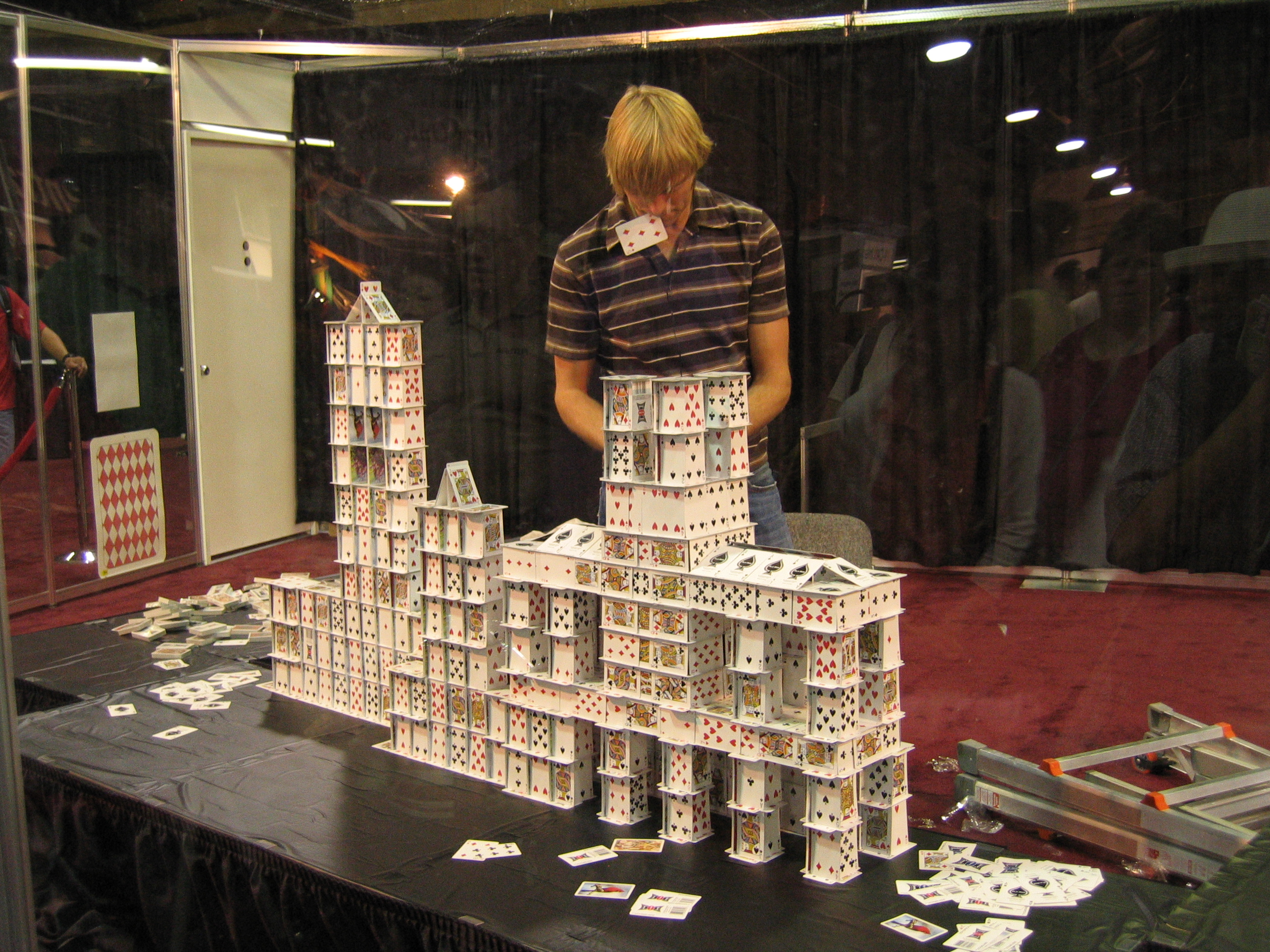
Bryan Berg à l’œuvre

Selon le médecin personnel de Louis XIII, Jean Héroard, le 30 décembre 1605, le jeune roi (il a quatre ans) :
"s'amuse à faire des chasteaux [de cartes]. Y procedoit avec jugement, observant les proportions. Se faschoit quand ses chartes ne tenoient pas assés tost à son gré." Toujours selon Héroard, Louis XIII a continué à faire des châteaux de cartes en 1606 (6 oct., 20 nov.), 1607 (6, 13 et 25 sept.), 1608 (3 oct.), 1613 (17 déc.), 1614 (1er nov.).
Au XXe siècle, Bryan Berg est un professionnel américain connu pour ses différentes constructions de châteaux de cartes. Il a battu au moins sept records du monde relatifs aux châteaux de cartes. En 2008, il détenait le record mondial du plus haut château de cartes : il a réalisé un gratte-ciel de 7,86 m de haut (25 pieds et 9 7/16 pouces) lors du State Fair of Texas le 14 octobre 2007. Il est aussi le détenteur du record du monde du monde du plus grand château de cartes, selon le Livre Guinness des records, une réplique du château de Cendrillon au Walt Disney World Resort.

## Autres significations
L'expression « château de cartes » peut désigner une structure ou un argument qui s'appuie sur des fondations fausses ou fragiles, et qui s'effondrera parce qu'un détail essentiel a été omis. Également, l'expression « construire un château de cartes » renvoie à l'idée de projets fragiles et vains.